# 措伊查赫
措伊查赫是奥地利施蒂利亚州穆劳县的一个市镇。总面积18.34平方公里，总人口237人，人口密度12.9人/平方公里（2005年）。